# Anica Sivec
Anica Sivec, slovenska igralka, * 4. junij 1947, Selnica ob Dravi, † 4. april 2013.
Sprva je igrala v amaterskih gledališkiih skupinah, nato pa se je vpisala na AGRFT, kjer je študrala dramsko igro. Študij je zaključila leta 1970, že v času študija pa je sodelovala v predstavah MGL in SSG v Trstu. Po končanem šolanju se je avgusta 1970 zaposlila v mariborski Drami, kjer je ostala do upokojitve leta 2006.

## Nagrade
- 1970 Borštnikova diploma za vlogo Laure (T. Williams Steklena menažerija, AGRFT Ljubljana)
- 1977 Borštnikova diploma za vlogo Ane (M. Mahnič Že čriček prepeva, Drama SNG Maribor)